# Lachenalia xerophila
Lachenalia xerophila är en sparrisväxtart som beskrevs av Rudolf Schlechter och G.D.Duncan. Lachenalia xerophila ingår i släktet Lachenalia och familjen sparrisväxter. Inga underarter finns listade i Catalogue of Life.